# Fernando Vandelli
Fernando Vandelli (ur. 5 kwietnia 1907 w Modenie, zm. 13 lipca 1977 tamże) – włoski lekkoatleta, młociarz, wicemistrz Europy z 1934.
Zajął 9. miejsce w rzucie młotem na igrzyskach olimpijskich w 1932 w Los Angeles.
Zdobył srebrny medal w tej konkurencji na pierwszych mistrzostwach Europy w 1934 w Turynie, za Ville Pörhölą z Finlandii, a przed Gunnarem Janssonem ze Szwecji.
Był mistrzem Włoch w rzucie młotem w latach 1931–1934. Jego rekord życiowy wynosił 49,28 m (ustanowiony 18 sierpnia 1932 w Pizie).